# Alfayat de la Peña
Alfayat de la Peña, nombre con el que aparece en las crónicas de conquista portuguesa de época de la Reconquista el emplazamiento urbano nacido alrededor del castillo de Alfayat, del que se desconocen sus orígenes.
En 1238-1239 el rey portugués Sancho II conquistó Alfayat de la Peña y Ayamonte. 
A finales del siglo XIX se tienen noticias de que el lugar era conocido por la Alquería de Juan Pérez, actual Puebla de Guzmán.
Hay fuentes que afirman que la primitiva Iglesia de la Santa Cruz habría sido construida durante el siglo XVI en el interior del castillo de Alfayat.
En 1936, durante la guerra civil española, este templo fue destruido casi en su totalidad, por lo que muy poco perdura de él en la iglesia actual. Se encuentra situada en lo alto de una loma, desde donde parten las principales calles del trazado más antiguo de la localidad.
Por otro lado, el historiador portugués J.C. García apuntó que Alfayat de la Peña debe identificarse con el castillo de Peñalhaje, cercano a la Alquería de Juan Pérez.
A 4 km de la misma localidad, sobre la cima de una colina, se encuentra la Ermita de la Virgen de la Peña, del siglo XV, que también se cita en varias fuentes como que fue construida sobre los restos de una fortaleza musulmana, en el Cerro del Águila, que otros llaman Castillo del Águila, por lo que existe confusión respecto a la ubicación del castillo que conquistara Sancho II de Portugal en el siglo XIII.

## Otras denominaciones o variantes del tópónimo
- Alfayat de Pena
- Alfayat de la Peña
- Alfaiat de Penna
- Alfajar de Pena